# 尼亞塔波拉神廟

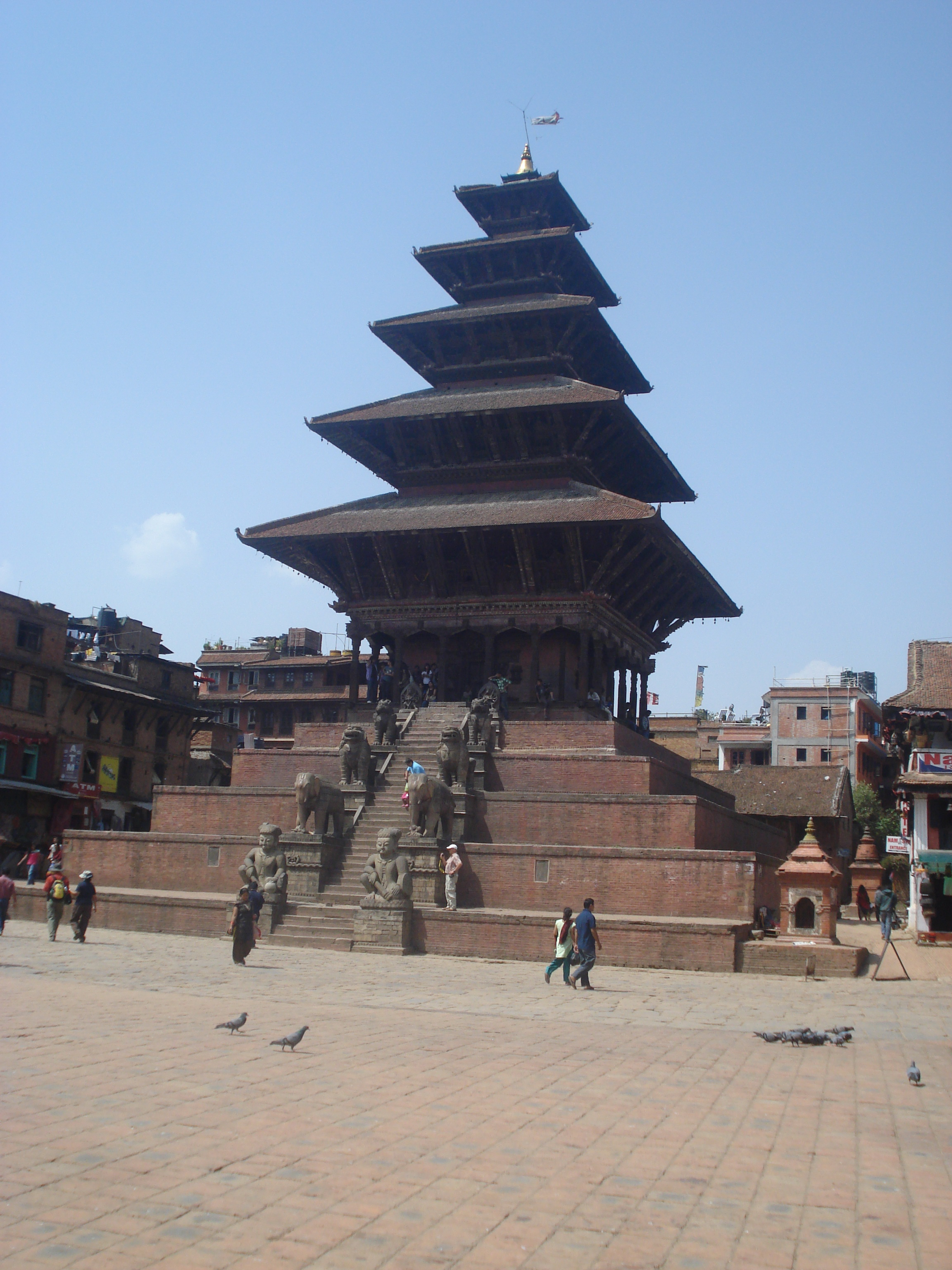
尼亞塔波拉神廟

尼亞塔波拉神廟（英文名：Nyatapola Temple），是位於尼泊爾巴克塔普爾的神廟，尼泊爾語中「尼亞塔波拉」意指「五層樓的建築物」，故又稱五層塔。始建於1702年布彭德拉·馬拉國王（King Bhupatindra Malla）統治時期，神廟內供奉印度教的密宗女神希提拉克希米（Siddhi Lakshmi），又稱「吉祥天女」。是加德滿都谷地最高的神廟，在1934年的尼泊爾-比哈爾地震和2015年的尼泊爾大地震中皆倖存下來。

## 建築與石雕
- 五層四方形基座：以紅磚砌成

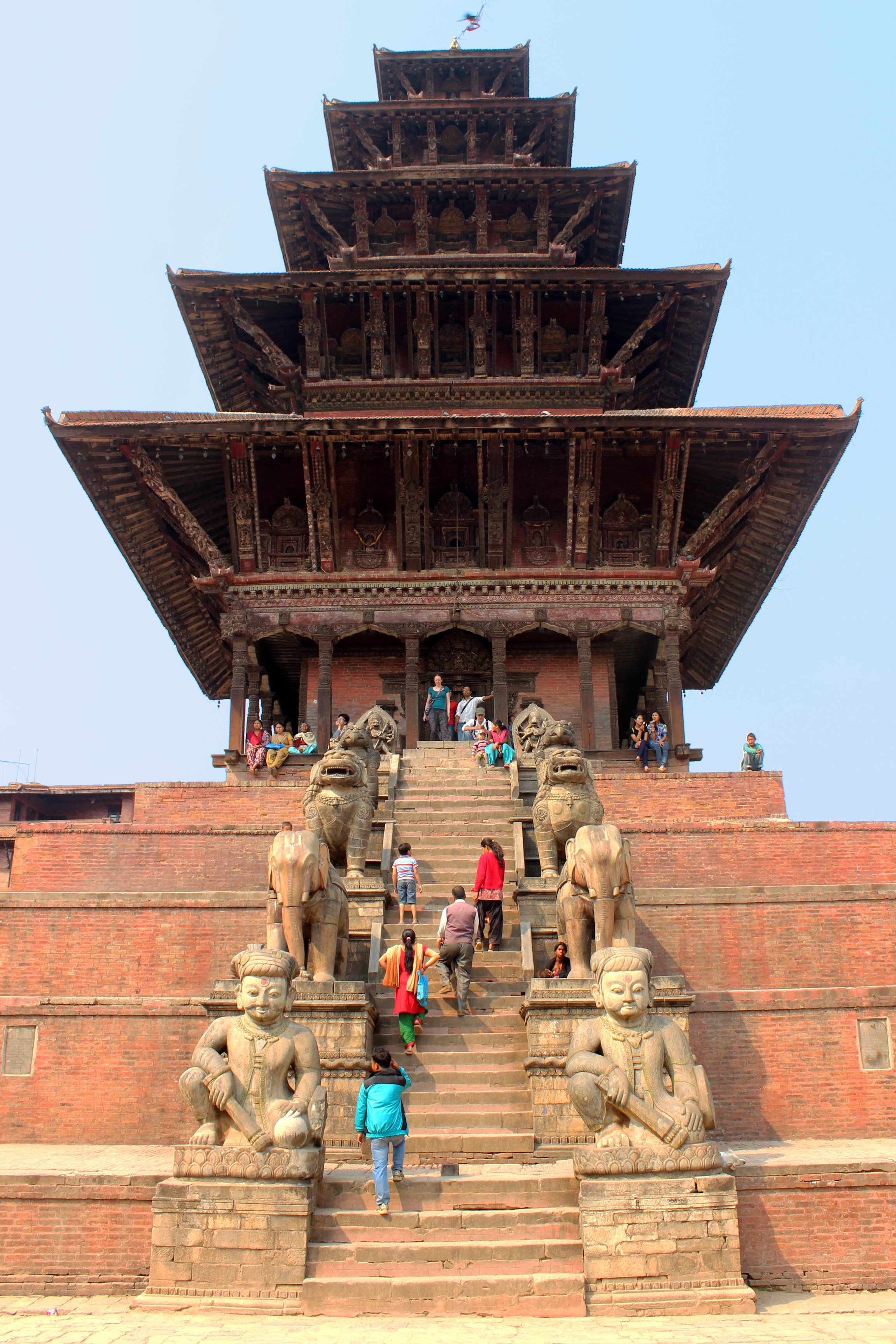
尼亞塔波拉神廟的五層守護石雕

- 守護石雕：每一層樓各設有一對巨大石雕，高約2.5公尺，站立於階梯兩側，越上層的石雕代表守護力量更強大[3]

- 第一層：大力士（力量大於常人10倍）

- 第二層：大象（力量大於大力士10倍）

- 第三層：獅子（力量大於大象10倍）

- 第四層：神鷹，鷹頭獅身（力量大於獅子10倍）

- 第五層：女神希提拉克希米（力量大於凡人萬倍） :

- 廟身：紅磚砌成的方形建築，女神的雕像供奉於此，只有本寺的祭司才能瞻仰。

- 五層屋頂：屋頂自下而上呈現尖銳形狀，使用棕紅色磚瓦砌成，廟頂上的尖塔唯一座銅鑄的裝飾。五層屋頂共使用108根彩色木雕斜柱撐起，每一根彩色木雕上均刻有女神提拉克希米的各種化身，象徵著女神的傳奇故事。

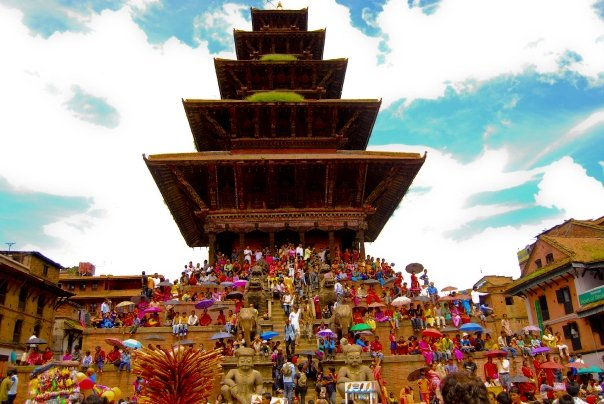
舉辦慶典
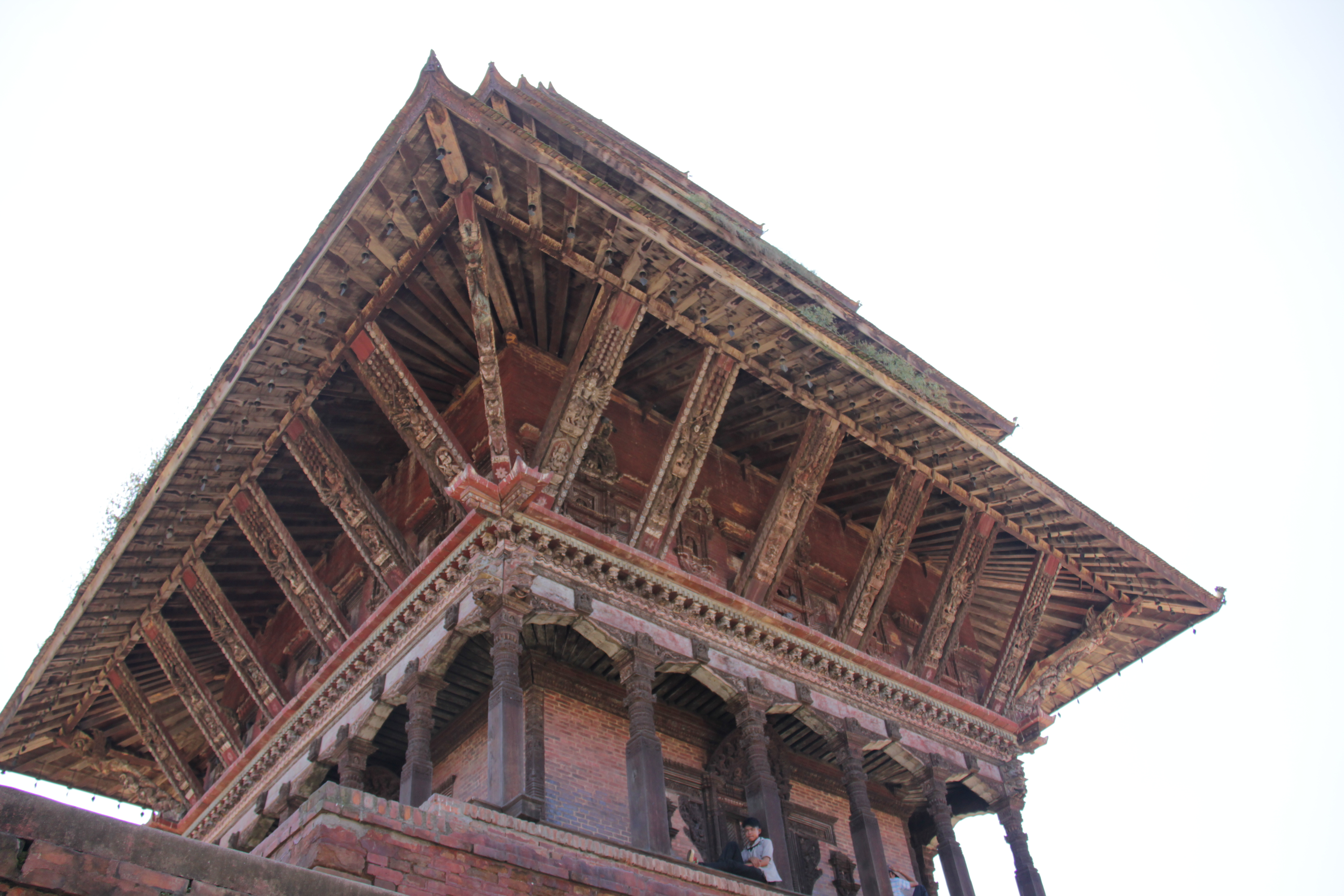
內部木製雕刻
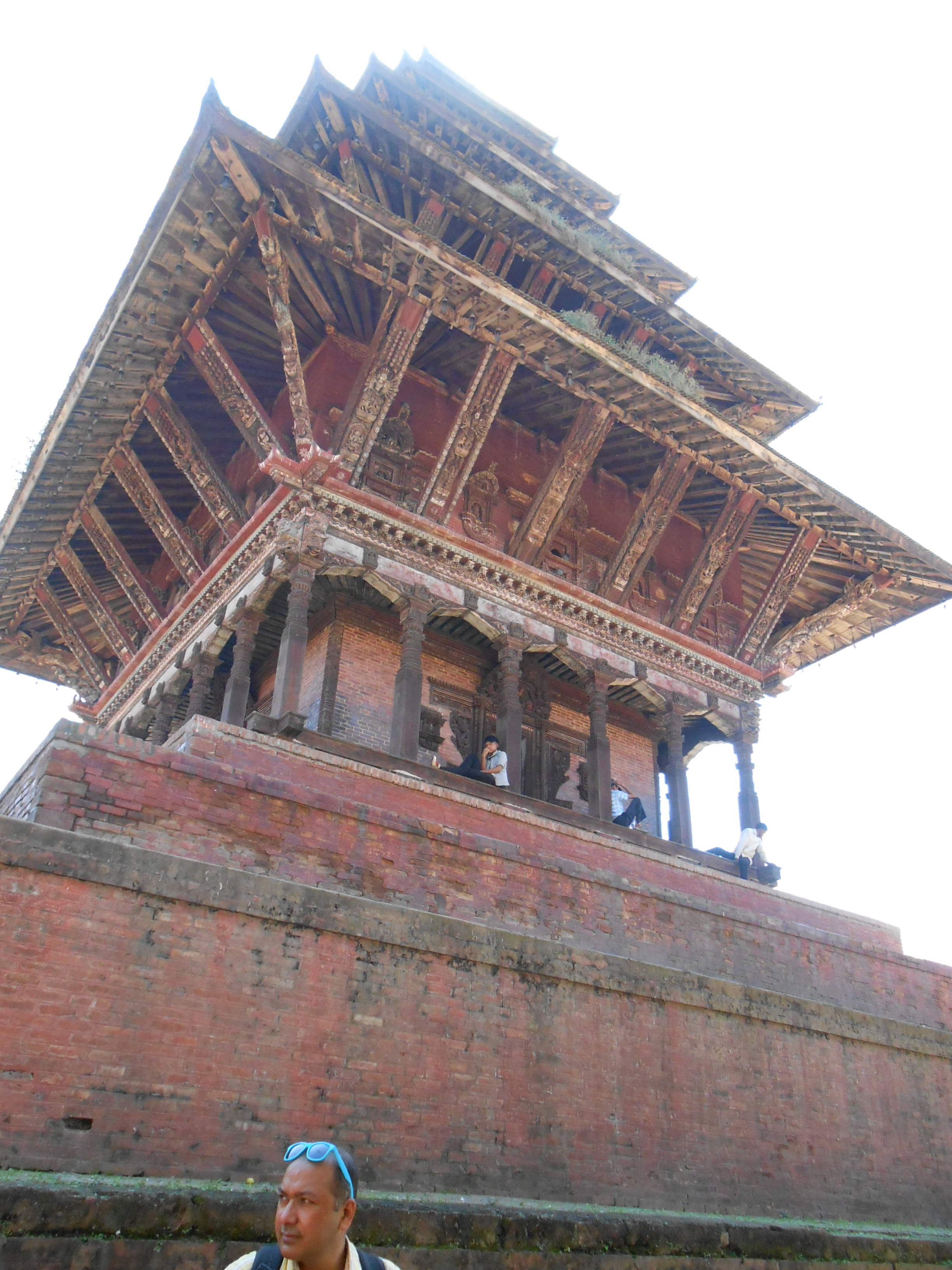
木雕
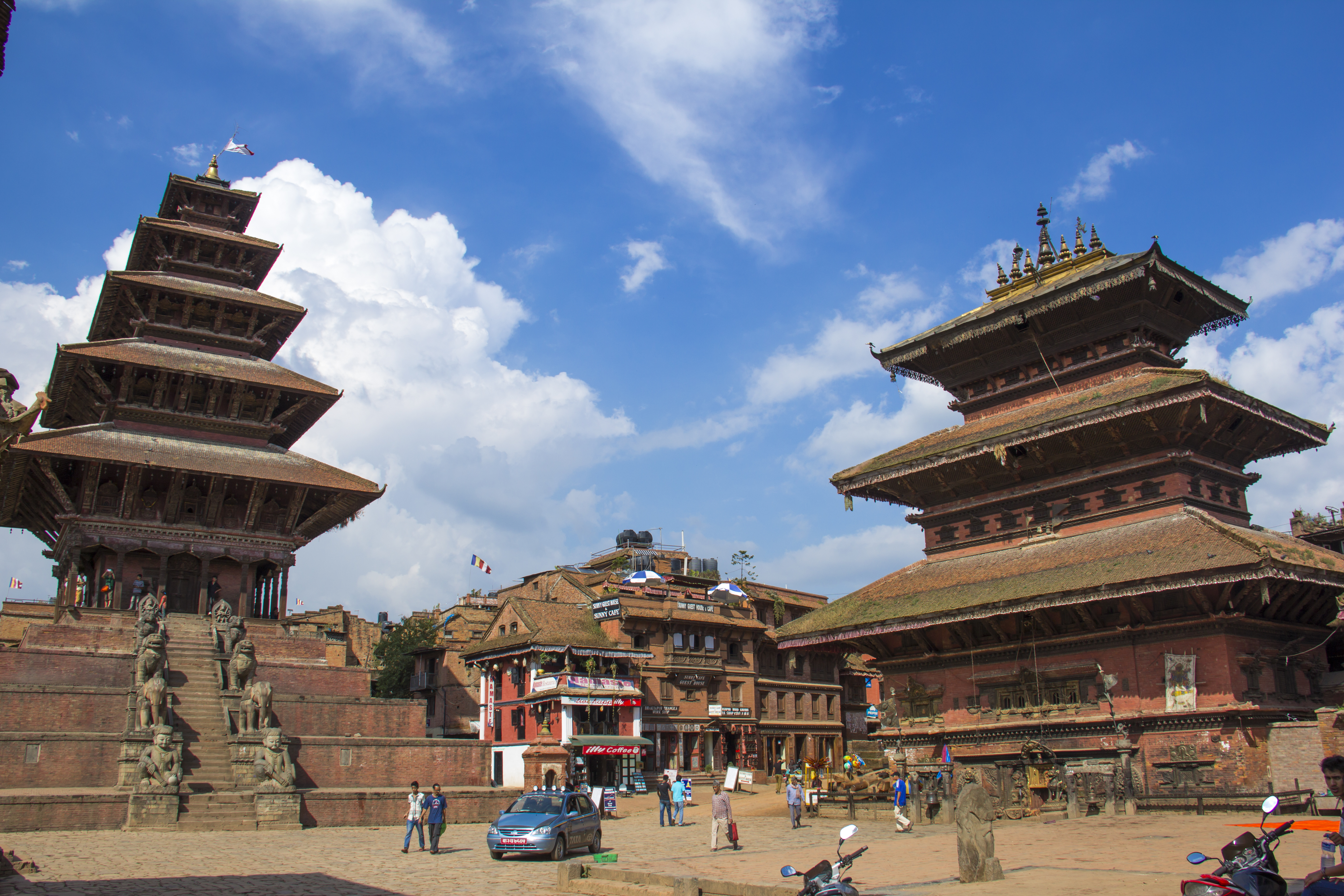
尼亞塔波拉神廟以及天之拜拉弗廟（英语：Akash Bhairav）全景